# Oxylychna clinocosma
Oxylychna clinocosma är en fjärilsart som beskrevs av Edward Meyrick 1919. Oxylychna clinocosma ingår i släktet Oxylychna och familjen äkta malar.
Artens utbredningsområde är Sri Lanka. Inga underarter finns listade i Catalogue of Life.